# Golfo Bol'šaja Motka
Il golfo Bol'šaja Motka (in russo губа Большая Мотка?, guba Bol'šaja Motka) è un'insenatura lungo la costa settentrionale russa, nell'oblast' di Murmansk, amministrata dal Pečengskij rajon. È situato nella parte sud-occidentale del mare di Barents.

## Geografia
Il golfo si apre verso sud, sulla costa settentrionale del più ampio golfo Motovskij, stretta tra la penisola Rybačij (полуостров Рыбачий) a est e la penisola Srednij (полуостров Средний) a ovest. Ha una lunghezza di circa 9,4 km e una larghezza massima di 5 km all'ingresso. La profondità massima è di 105 m.
Nel golfo sfociano, da sud a nord, la Chojsja (река Хойся), il Rostoj (река Ростой), il Poltyn (река Полтын), il Pisku (река Писку) e altri brevi corsi d'acqua.
Entrambe le coste sono principalmente alte e rocciose e a ovest raggiungono i 279,6 m d'altezza nel monte Sjuit-Vestapachta (гора Сюит-Вестапахта). Le rive sono più basse verso nord, in prossimità della strozzatura che genera la baia Ozerko, e a nordest, alle foci dei fiumi, che creano banchi sabbiosi nelle acque del golfo..